# Drowned World Tour
Drowned World Tour foi a quinta turnê da artista musical Madonna, feita em promoção para seus sétimo e oitavo álbuns de estúdio, Ray of Light (1998) e Music (2000), respectivamente. Sua primeira turnê em oito anos desde o Girlie Show (1993), começaria em 1999, mas foi adiada para 2001 porque a cantora teve seu segundo filho, o diretor de cinema Guy Ritchie,  posteriormente entrou em estúdio para gravar Music e filmou o filme The Next Best Thing. Quando finalmente foi decidido fazer a turnê, havia pouco tempo, então em apenas três meses foram realizadas audições para os dançarinos, os ensaios começaram e músicos e técnicos foram contratados; Madonna nomeou Jamie King como diretor criativo e coreógrafo principal. Jean-Paul Gaultier e os irmãos Dean e Dan Caten foram os designers e fizeram diferentes figurinos de forma a indicar diferentes fases da carreira de Madonna. O cartaz promocional e o logotipo incluíam referências à Cabala, uma disciplina que a cantora começou a estudar algum tempo antes.
O show foi dividido em quatro segmentos: Rock 'n' Roll/Punk Girl, Geisha Girl, Cyber Cowgirl e Spanish Girl/Ghetto Girl, cada um representando uma fase de sua carreira. O primeiro apresentava performances de alta energia e Madonna de cabelos lisos e usando um kilt; na segunda parte, ele usava um quimono e depois executou movimentos de artes marciais no ar; as músicas acústicas foram tocadas no segmento Cyber Cowgirl, onde ela parecia uma cowgirl; A última seção contou com danças de flamenco e apresentações temáticas no gueto. O repertório consistia principalmente em faixas presentes no Ray of Light e Music, seus dois últimos álbuns de estúdio na época e, entre seus sucessos da década de 1980, apenas "Holiday" e "La isla bonita" foram incluídos.
Em termos gerais, a turnê recebeu análises positivas de críticos e jornalistas, que elogiaram a encenação e a consideraram um dos melhores concertos de Madonna. No entanto, um tema recorrente entre as críticas foi a ausência de vários sucessos da cantora no repertório, o que atraiu comentários mistos. Devido ao sucesso cerca de 47 shows foram esgotados nos Estados Unidos e na Europa, foi turnê de maior bilheteria de 2001 por um solista e em quarto no geral com uma arrecadação final de US$ 74 milhões e com um pouco mais de 730,000 ingressos comercializados. No Pollstar Awards daquele ano, ela recebeu duas indicações nas categorias de maior turnê do ano e de produção teatral mais criativa. O concerto em 26 de agosto, realizado no The Palace of Auburn Hills, em Auburn Hills (Míchigan), foi filmado e transmitido ao vivo no canal HBO, e em novembro de 2001 e posteriormente coercializado nos formatos DVD e VHS, intitulado Drowned World Tour 2001.

## Antecedentes

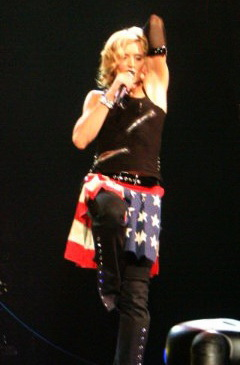
Madonna performando "Impressive Instant" durante um dos shows da turnê.

Após o lançamento de seu sétimo álbum de estúdio, Ray of Light (1998), Madonna declarou em janeiro de 1999, em uma entrevista ao vivo com Larry King, que faria um filme em abril intitulado The Next Best Thing e depois ensaiaria para sair em turnê "até o milênio, véspera de Ano Novo". No entanto, esse plano foi adiado até 2001, pois, nas palavras da cantora, "fiquei distraída por ter filhos e filmar filmes". Em 1999, ela iniciou um relacionamento público com o diretor de cinema britânico Guy Ritchie e, em 2000, engravidou de seu segundo filho, Rocco, lançou seu oitavo álbum inédito Music e se casou com Ritchie em dezembro daquele ano.
Quando Madonna decidiu entrar em turnê, havia pouco tempo para preparar tudo, então ela teve que prepará-la em apenas três meses; Começou com audições para os dançarinos em março e abril de 2001, supervisionadas pela cantora e pelo coordenador Christian Vincent. Jamie King foi contratado como diretor de criação e coreógrafo; Em uma entrevista, ela comentou que "estava tão agitada que sofri de depressão e fiquei muito doente". Os ensaios começaram em abril e continuaram até maio, e duraram treze horas por dia, cinco dias por semana, com mais dançarinos participando dos ensaios; finalmente, dez dançarinos, duas cantoras de apoio e seis músicos se juntaram a ela na turnê. Madonna teve aulas de violão por oito meses com Monte Pittman e tocou violão e guitarra pela primeira vez em quatro músicas da turnê. Enquanto isso, o produtor de música house Stuart Price, também conhecido como Jacques Lu Cont, foi apontado como o baixista e tecladista de sua banda. O serviço Clair Brothers Audio foi incluído para fornecer uma mistura de som techno de alta tecnologia e fusão de acústica e trance. Madonna esclareceu: "Não vejo o propósito de fazer um shows a menos que você ofereça algo que o faça perder os sentidos. Não basta subir no palco e cantar uma música. É sobre teatro, drama, surpresas e suspense".
Inicialmente, Drowned World estava originalmente programado para começar com dois shows no Kölnarena na cidade de Colonia, na Alemanha, mas foi cancelado devido a dificuldades técnicas, portanto todos os ingressos tiveram que ser reembolsados. a apresentação em 3 de agosto no Continental Airlines Arena em Nova Jérsia também foi cancelado, desta vez devido a uma laringite que afetou Madonna. Desta forma, as datas da turnê contabilizaram 47 apresentações ao invés de 50, como inicialmente previsto.

## Desenvolvimento

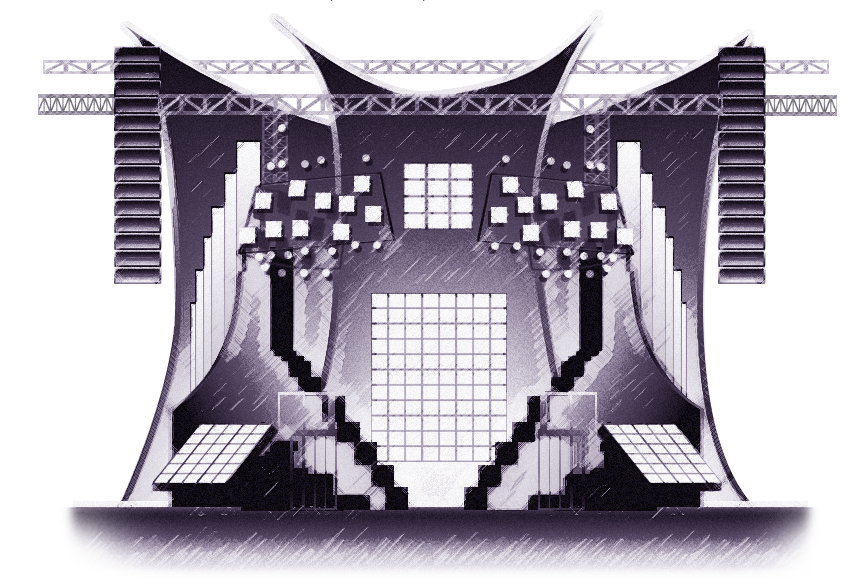
Desenho do modelo de palco criado para a turnê.

O título da turnê vem do romance apolítico de 1962, The Drowned World, do escritor britânico J. G. Ballard. A assessora de Madonna, Liz Rosenberg, disse que a Drowned World foi concebido como a sua maior turnê de todas que ela já realizou. A America Online foi a patrocinadora da turnê, que ofereceu os primeiros ingressos antecipados para os concertos nos Estados Unidos para os assinantes da empresa, antes de irem à venda para o público em geral. O show foi dividido em quatro segmentos: Rock 'n' Roll/Punk Girl, Geisha Girl, Cyber Cowgirl e Spanish Girl/Ghetto Girl, cada uma representando uma fase da carreira da cantora. O repertório consistia principalmente de canções dos seus dois últimos álbuns de estúdio na época, Ray of Light e Music; Entre os sucessos da década de 1980, apenas "Holiday" (1983) e "La isla bonita" (1987) foram incluídos. Sobre os shows, Madonna comentou que eles eram "uma apresentação teatral da minha música" e, para isso, ela foi inspirada em vários temas e gêneros musicais, como artes marciais, flamenco, country, punk, rock and roll, dance music e até circo. Enquanto isso, Mark Spring, o gerente de produção, disse em entrevista ao The Independent que era "a coisa mais difícil que já tinha feito." Ele acrescentou: "A mística de Madonna é muito importante, então você tem outro nível de profissionalismo a alcançar. Não que você não tenha feito o seu melhor, é claro. Mas é Madonna. O show dela é perfeito. Não há erros. [...] Como artista solo, não tem igual, e seu desejo de oferecer um show, não apenas um show, cria desafios que ampliaram os limites do que uma turnê de rock e pop pode alcançar".

"O show é extremamente técnico, extremamente rápido e a variedade de músicas é incrível. [...] Vai do heavy metal ao techno dance ao country & western; Há até uma festa de flamenco onde todos aparecem, tocam violão e flauta irlandesa . Então ela volta para "Holiday", que é um número antigo de dance. Mantém você passo a passo. Madonna canta tudo ao vivo. Tem sido assim desde o início de sua carreira, mesmo com toda a dança atlética. Ela trabalha duro e espera que todos trabalhem da mesma forma ou mais. Eu respeito isso."

— Dave Kob, engenheiro de sala, comentando sobre a turnê.
Foram necessários 300 veículos para transportar as mais de 100 toneladas de equipamentos, e duas aeronaves Boeing 747 transportaram todo o equipamento de Los Angeles para a Europa, para o início da turnê, e vice-versa, quando já havia terminado. Quanto ao palco, ele tinha o tamanho de três quadras de tênis e era fabricado de forma a ser móvel. Acima, havia uma grande rede elétrica, composta de seções de armadura, motores hidráulicos, cabos elétricos e os dispositivos de controle conectados eletronicamente ou mecanicamente aos desempenhos ocorridos abaixo. Quatro telas gigantes formaram o pano de fundo do palco e também foram incluídos um touro mecânico e equipamento para movimentos aéreos. Os cenários foram construídos em seções por três empresas e uma equipe permanente de cerca de 100 pessoas foi contratada, desde iluminação, som e carpintaria até bailarinos, figurinos e maquiagem. Quatro engenheiros cuidaram da mixagem dos monitores, dois deles para Madonna. Blake Suib, um dos engenheiros, comentou que a cantora era muito perfeccionista e sabia quando um som dos alto-falantes soava ruim ou bom durante os ensaios. Por sugestão do diretor musical Patrick Leonard, eles tentaram usar uma frequência sonora 14 kHz nos alto-falantes ao vivo, o que era incomum naquela época. Eles também tiveram a ideia de usar amplificadores isolados para gravar o som dos instrumentos individualmente. Nesse sentido, Suib comentou que "o processo criativo de gerar novas ideias, implementá-las e depois avaliar seriamente seus resultados leva muito tempo, mas vale a pena".
O designer Jean-Paul Gaultier foi escolhido para criar o figurino, com o conceito de fazer os ternos como uma combinação de moda punk e escocesa. Além disso, ele também fez desenhos com tema de toureira, geisha e espanhola. OS irmãos Dean e Dan Caten, criadores da linha DSquared2, também trabalharam na turnê. A roupa desenvolvida incluía uma camisa rasgada e calça preta com zíper, aludindo aos primeiros dias de sua carreira, e jeans de couro e ternos de gueto, referentes à fase de sua carreira na época. A peruca preta e a maquiagem branca estavam relacionadas ao tema da gueixa que ela usou anteriormente em "Nothing Really Matters" (1999), e usou um "híbrido" da peça do videoclipe de "La isla bonita" e o figurino da filme Evita (1996). A estilista da turnê, Arianne Phillips, que já havia trabalhado com a cantora em vários de seus videoclipes em anos anteriores, supervisionou o figurino, desenhou algumas roupas e colaborou com Gaultier. Foram criadas três cópias exatas dos trajes que Madonna usava em cada segmento, enquanto duas cópias foram feitas para os dançarinos. Chase Design Group criou o pôster e o logotipo promocionais da turnê, que visavam torná-la a mais estética possível. Para fazer isso, ele desenvolveu um ícone personalizado e um tipo de logotipo que transmitia as "qualidades únicas e etéreas" da turnê, descritas pelo fundador do grupo, Margo Chase, como "uma jornada espiritual e musical de várias camadas por diversos mundos". Ele também afirmou que, como "Madonna é uma estudante da Cabala, nos pediu para incluir referências a esse conjunto de conhecimentos". Dessa maneira, o design resultante faz referência e incorpora letras em árabe e hebraico. Também alude à conexão mística entre religiões e à ideia de uma jornada intelectual e física. Chase preparou vários desenhos, e o que Madonna escolheu acabou se tornando parte do pôster principal. Sobre isso, ele disse: "Este foi o meu favorito porque estava relacionado a aspectos mais específicos de seu show e porque tive a oportunidade de criar as novas formas da letra".

## Sinopse
| |  |  |
| Madonna performando "Candy Perfume Girl" (esquerda) no primeiro segmento da turnê e "Frozen" (direita) durante a seção Geisha Girl do show. |  |  |

O show começou com uma performance "dramática" de "Drowned World/Substitute for Love"; Madonna entrou no palco em meio a nuvens de gelo seco e cantou a música em uma plataforma que se elevava acima do palco. Ela tinha cabelos loiros alisados e usava uma blusa preta sem mangas, uma blusa cruzada com uma manga de rede, jeans com zíper, colares bondage e um kilt tartã. Depois de uma performance energética de "Impressive Instant" com temática ciberpunk e onde os dançarinos usavam máscaras de gás, ela tocou guitarra em "Candy Perfume Girl" e depois deu origem a "Beautiful Stranger"; Cenas do filme Austin Powers: The Spy Who Shagged Me e círculos fluorescentes e psicodélicos foram mostrados no telão ao fundo. O primeiro segmento terminou com "Ray of Light", onde a cantora dançou energeticamente por todo o palco.
O segundo segmento começou com um vídeo interlúdio de "Paradise (Not For Me)" e contou com um grupo de dançarinos quase nus pendurados de cabeça para baixo no teto. Quando o vídeo terminou, eles ficaram em frente ao palco, abrindo a boca iluminada por dentro. Em seguida, Madonna apareceu com uma peruca curta preta e um quimono pintado à mão com uma manga de quinze metros de comprimento – vinte e seis de cada lado — para cantar "Frozen"; as telas mostravam silhuetas de árvores em chamas contra nuvens vermelhas profundas. Uma breve introdução de "Open Your Heart" precedido por "Nobody's Perfect", onde a cantora se rendeu aos pés de sua professora em um ato de penitência e humildade. Isso foi seguido por uma mistura de "Mer Girl" e "Sky Fits Heaven", que se caracterizou por simular uma batalha de artes marciais entre ela e seus dançarinos, representada como ninjas e samurais; Em um ponto da performance, a artista, apoiada por cabos, voou pelo palco. Este segmento foi inspirado no filme chinês Wò hǔ cáng lóng (2000). No final da batalha, uma Madonna machucada foi mostrada nas telas enquanto no palco ela apareceu com uma espingarda e atirou em uma dançarina. É então que ela desaparece e inicia-se um remix dance de "What It Feels Like for a Girl" com imagens do filme japonês Perfect Blue (1997).
No terceiro segmento, ela apareceu como boiadeira durante a performance de "I Merecem" e usava um colete com estrelas e listras; a performance foi dedicada ao seu então marido, Guy Ritchie. Ela então executou uma linha de dança com seus dançarinos vestido como cowboys onde performaram "Don't Tell Me", onde a cantora usou uma cauda de guaxinim. Durante a apresentação de "Human Nature", Madonna montou em um touro mecânico enquanto realizava movimentos sensuais, e, posteriormente, interagiu com o público em um sotaque sulista e desempenhou um novo estilo tema country & western sobre violência doméstica e canibalismo, intitulado "The Funny Song". Em "Secret" as telas exibiam imagens de pessoas sendo batizadas nas margens do rio, cerimônias de dervixes sufi e orações budistas. Ela terminou esta seção com "Gone", embora em algumas cidades americanas tenha sido substituída por "You'll See".
| |  |  |
| No terceiro segmento, Madonna e seus dançarinos trajaram-se como boiadeiros (à esquerda) Madonna cantando "What the Woman Feels", a versão em espanhol de "What It Feels Like for a Girl", na última parte do show (à direita). |  |  |

A quarta e última parte começou com um interlúdio instrumental de tango de "Don't Cry for Me Argentina", enquanto inúmeras velas foram acesas por todo o palco. Madonna voltou com calças pretas e um vestido decotado da mesma cor e cantou "Lo Que Siente La Mujer", a versão em espanhol de "What a Woman Feels", de um pódio giratório de couro preto. Uma performance acústica de "La isla bonita" continuou, com uma roupa semelhante à usada no videoclipe, e acompanhada por um grupo de percussionistas e uma dança flamenga. Para o final, ela apresentou um camiseta preta com as palavras "mãe" e "filho da puta" (escritos em em inglês) na frente e nas costas da peça, um casaco de pele e um chapéu de veludo cor de vinho; ela cantou um mashup de "Music Sounds Better with You" da banda francesa Stardust e "Holiday". Ela e sua equipe terminaram o show com uma versão do gueto de "Music", apresentado por Ali G, enquanto diferentes videoclipes de Madonna eram exibidos nas telas; a música foi mixada com "Trans Europa Express", do Kraftwerk.
Várias mudanças foram feitas nos shows finais em Los Angeles após os ataques de 11 de setembro de 2001: A cantora usava uma saia com a bandeira americana durante o primeiro segmento como sinal de patriotismo, "The Funny Song" não foi realizada e o final de "Mer Girl" foi modificado para eliminar a cena de assassinato de uma das dançarinas; em vez disso, a cantora abaixou a arma, abraçou a dançarina e eles deixaram o palco juntas. Além disso, como uma surpresa para Madonna no último show, seu então marido, Guy Ritchie, apareceu como técnico perdido durante o final de "Beautiful Stranger" e o samurai usava camisetas do Los Angeles Lakersem "Sky Fits Heaven". Finalmente, todos os dançarinos se juntaram à última parte dance de "Holiday", que geralmente incluía Madonna e seus dois vocais de apoio. Em Nova Iorque, ela dedicou a apresentação de "Secret" aos moradores daquela cidade.

## Análise da crítica
De um modo geral, o Drowned World Tour recebeu análises positivas da crítica. Uma das melhores críticas veio de Rafael Estefanía, da BBC Mundo, que comentou que a cantora havia dado ao público "um dos melhores shows já vistos há muito tempo" e enfatizou que a presença de Madonna era "
tão explosivo como então". Da mesma forma, o jornal El País, em seu comentário sobre o primeiro concerto em Barcelona, classificou-o como o mais espetacular e impressionante que se desenvolveu na cidade nos últimos anos e que levaria tempo para que outro artista o ultrapassasse. ABC News  observou que Madonna assumiu sua reputação de entretenimento além do literal, de voar ao palco e usar um touro mecânico para lasers, luzes estroboscópicas, fumaça e telas enormes, o que lhe deu uma vibe futurista. Simon O'Hagan, de The Independent, a chamou de "a mais ambiciosa e ousada" de todas as suas turnês. Colin Jacobson, do DVD Movie Guide, chamado-a de "provocador", "satisfatória" e "atraente" e disse que proporcionou uma experiência "consistentemente cativante e intrigante".
A parte técnica da turnê, como palco, iluminação e figurinos, recebeu elogios da crítica. Estefanía, da BBC Mundo, afirmou que o palco "muitas vezes superava a própria música". Ao mesmo tempo, El País elogiou a encenação, com "uma exibição surpreendente e sugestiva de tecnologia, estética e ecletismo, tanto musicais quanto dançantes, que marcam um antes e um depois". Michael Hubbard, da musicOMH, aplaudiu a mise-en-scène e a iluminação e garantiu que alguém se sentisse privilegiado em testemunhar "a maior estrela viva do mundo". Ele concluiu: "Seria difícil para você encontrar um concerto melhor do que o Drowned World e seria difícil encontrar um artista popular que possa incutir respeito quase universal por algo como essa bela dama. Quase se podia julgá-la pelo que foi omitido, [...] [mas] ela mostrou que a natureza tentadora que nos seduz há quase duas décadas e que, combinada com sua excelente música, é a razão pela qual Madonna é tão especial. Que continue a cativar o seu planeta". Sal Cinquemani, da Slant Magazine, aprovou o "show tecnicamente impecável", a "iluminação tecnológica futurista" e a "impressionante montagem em preto e branco que lembra a jornada cultural de Ron Fricke em Baraka". A jornalista enfatizou que Madonna ainda é incomparável em sua capacidade de "levar a iconografia cultural à cultura dominante" e finalmente disse: "Aqueles que pensavam que Madonna havia pendurado as algemas junto com o famoso livro Sex, deveriam olhar de perto novamente. Com seus temas de caos, dominação e basicamente celebração, o Drowned World explora sua intriga cada vez mais apaixonada, moderadamente imposta e piedosa". Simon Price, do The Independent, chamou de "um triunfo da hidráulica", de acrobacias com cordas elásticas e coreografia vanguardista". Por sua parte, Cory Moss, da MTV, escreveu que a música "pode fazer o mundo girar, mas os figurinos e a teatralidade a tornaram mais divertida. Ninguém sabe disso melhor do que Garota Material".
Alex Needham , do New Musical Express, disse que a turnê foi uma homenagem ao trabalho "incrível" de Madonna, seu "encanto magnético" e, acima de tudo, sua "suprema" capacidade de fazer música pop. Ele admitiu ainda que apenas a coreografia "deixa qualquer outro show pop na poeira" e reconheceu que se a maioria dos músicos colocasse um décimo da energia criativa em seus shows, como Madonna faz no Drowned World, "Todos estaríamos muito melhores". Na mesma linha, Phil Gallo, da Variety, observou que sua performance "Hipnotizante e confiante" envergonhonhando qualquer cantora que pensasse que poderia ter uma chance no trono pop de Ciccone e que, no final, "ela sai triunfante, um lembrete de por que sua estrela nunca enfraqueceu". John McAlley, de Entertainment Weekly, afirmou que, embora não estivesse na altura emocionante da Blond Ambition de 1990, apresentava "muita arte, atitude, apelo visual e sua própria marca de ambição". Além disso, ele afirmou que a música era "forte, enérgica, bem executada e, muitas vezes, talvez um pouco fora do lugar", mas que ela lutava para se elevar acima de sua teatralidade. Ele concluiu que alguém ficará "impressionado com a força palpável e a inteligência de Madonna. [...] Existem muitas razões para se curvar à façanha desta artista". Por sua parte, Alexis Petridis, do The Guardian, comentou que os artistas contemporâneos de Madonna "se encontram em circunstâncias reduzidas ou definhando no meio do caminho"; no entanto, ela ainda distorce as tendências do piso de dança em seu próprio design, sem qualquer indício de vergonha de meia-idade. Além disso, ele elogiou a presença dela no palco, definindo-a como "absolutamente convincente" e terminou: "Com suas coreografias perfeitas de dança, efeitos especiais, público dedicado e um toque de arrogância otimista, o espetáculo Drowned World faz jus à mulher mais famosa do mundo".

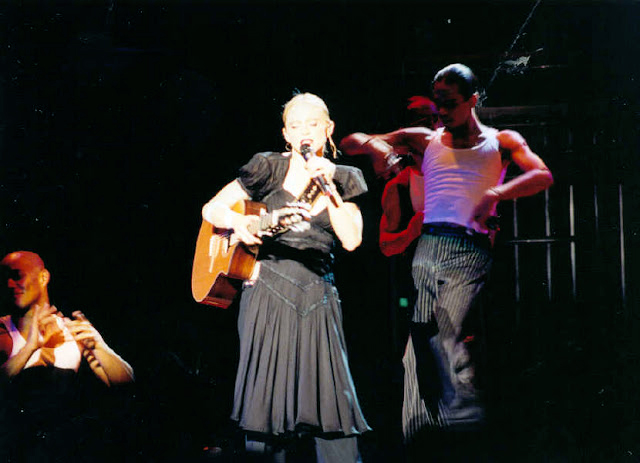
A ausência dos hits de Madonna no repertório atraiu vários comentários dos críticos. Na imagem, a cantora tocando "La isla bonita", um de seus dois singles da década de 1980 que foram adicionados à lista de músicas.

Em uma crítica mista, Jon Pareles, do New York Times, achou a voz da cantora mais cheia e suave do que nas turnês anteriores, notável nas apresentações de "I Merecem" e "You'll See". No entanto, ele afirmou que demonstrou "arrogância", jurando, tendo atitudes duras e chamativas, e olhando com raiva para o público em vez de sorrir. Ele terminou seu comentário dizendo: "Ela representa o narcisismo acompanhado por uma grande quantidade de tempo na academia e por um grupo inteiro de fãs lisonjeiros que ela apenas parece desprezar". UUm tema recorrente nas críticas foi a ausência de hits anteriores da cantora no repertório. Por exemplo, Mary Cross, da MTV, observou que evitou fazer singles que definem carreira como "Like a Virgin" (1984), "Material Girl" (1985), "Papa Don't Preach" (1986) e "Like a Prayer" (1989). Da mesma forma, Rob Mancini, também da MTV, observou a omissão de músicas como "Borderline" (1984), "Like a Virgin", "Into the Groove" (1985), "Like a Prayer" e "Vogue" (1990). Mesmo assim, ele afirmou que a artista "exibiu fielmente o show, cheio de material novo e carregado de teatralidade". Michael Hubbard, da musicOMH, desejou ter apresentado uma das músicas mencionadas acima, pois estava "certo de que elas causariam uma sensação". Por sua parte, Jacobson, do DVD Movie Guide, alertou que quem participou da turnê e esperava assistir a um show de sucesso "ficará muito decepcionado". No entanto, ela aplaudiu sua decisão de "fazer o show que ela queria fazer e não aquele que ela achava que seria a opção segura". Numa opinião menos positiva, Christopher Rosa, da VH1, comentou que, embora fosse um banquete visual, algo na turnê parecia "muito frio e vazio". Além disso, a completa falta de hits clássicos "foi uma decepção para o público" e Madonna "parecia mais congelante do que nunca". Simon Price, do The Independent, declarou que treze músicas se passaram antes que qualquer coisa que tivesse mais de três anos de lançamento pudesse ser ouvida, e vinte antes que um clássico da década de 1980 fosse ouvido, então ele se perguntou se era uma música. A tentativa paranóica de Madonna de se enquadrar como parte do presente e não do passado. Ethan Brown, da revista New York, criticou sua atitude em relação ao público e sua presença "frustrantemente esparsa" no palco, com a maioria "de pé sem mexer ou tocar acordes básicos em um violão". Ele lamentou que as apresentações de "I Deserve It" e "Nobody's Perfect" não estivessem à altura da tarefa e, embora "houvesse alguns momentos visuais deslumbrantes", nenhum deles capturou o objetivo comum de turnês anteriores, como a Blond Ambition ou o "humor atraente que a tornou tão icônica em primeiro lugar". Embora Sal Cinquemani, da Slant, tenha chamado a omissão de "Like a Prayer", "Vogue" e "Take a Bow" (1994) de um "crime", ele acreditava que o Drowned World era para os "verdadeiros fãs" da artista. Em contrapartida, Alexis Petridis, do The Guardian, aprovou a inclusão de novo material no repertório, pois Madonna estava tornando a música "mais desafiadora e emocionante de sua carreira"; A esse respeito, ele também mencionou que era um gesto "agradavelmente desafiador" que nenhum outro artista conseguiu igualar: "Imagine que os Rolling Stones tocassem apenas músicas de seus dois últimos álbuns e tentassem não desagradar". Finalmente, Alex Needham, do New Musical Express, concluiu que, embora a ausência de seus clássicos, especialmente "Like a Prayer", fosse um "crime", ele aceitou que o Drowned World "não poderia ter sido melhor" e que, de qualquer forma, "Madonna pode salvar todas aquelas músicas antigas. para sua turnê de despedida. Na evidência atual, isso deve ser como em 2040".

## Recepção comercial

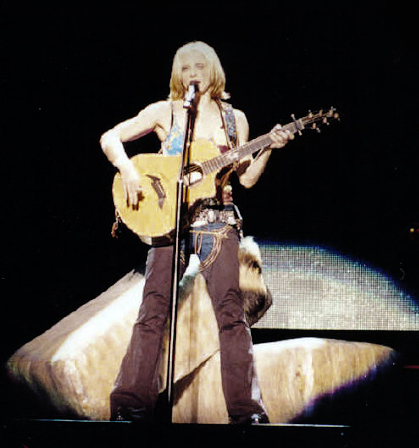
Madonna performando a canção "Secret", durante a turnê.

Os recitais foram limitados apenas a cidades nos Estados Unidos e na Europa, enquanto se tornou a primeira e única turnê de Madonna que não visitou o Canadá. Por muitas semanas, antes do anúncio oficial, Arthur Fogel, da Live Nation, tentou marcar datas no Air Canada Centre em Toronto, entre os shows de Sunrise, Atlanta e Detroit, mas não havia reservas gratuitas disponíveis; Eles agendaram as datas naquela cidade. Inicialmente, apenas um show confirmado para o Earls Court, embora depois de todos os ingressos terem sido vendidos em apenas quinze minutos, os promotores acrescentaram mais cinco datas, que foram completamente esgotadas em seis horas. Com 97.000 bilhetes, Madonna fez história ao ter os shows entre os mais vendidos de todos os tempos.
Em adição, nos primeiros dez minutos, o site das inscrições recebidas cerca de um milhão de visitantes, mais de 1,000 pessoas acampadas fora do recinto e 30 milhões de tentativas foram feitas para linhas directas de chamadas, que eram 265 operadores. Em Los Angeles, todos os ingressos esgotaram em dezessete minutos. Nas demais cidades americanas, 100,000 foram vendidos em apenas algumas horas, e todos os shows da Drowned World Tour esgotaram em minutos. Uma vez terminado, ele se tornou a maior bilheteria de 2001 de um artista solo e em quarto lugar, apenas atrás de U2, NSYNC e Backstreet Boys. Com 47 shows realizados e pouco mais de 730,000 ingressos vendidos na Europa e nos Estados Unidos, teve uma arrrecadação final de US$ 74 milhões, com 1,6 milhão por show. A turnê conquistou duas indicações no Pollstar Awards 2001, nas categorias de maior turnê do ano e mais criativa de produção de palco, embora tenha perdido ambos para o U2.

## Transmissões e gravações
O canal HBO gravado e transmitido concerto ao vivo em 26 de agosto de 2001 do Palace of Auburn Hills, em Auburn Hills (Míchigan), diante de um público de 17,000 pessoas. Intitulado  Madonna Live: The Drowned World Tour, a transmissão foi anunciada pelo Nancy Geller, vice-presidente de programação da HBO Original, que comentou: "É um prazer para nós ter Madonna novamente, porque sabemos que será um show espetacular, com a combinação de seu talento incrível e estilo extravagante que apenas Madonna pode oferecer". A produção foi dirigida por Marty Callner e dirigida por Hamish Hamilton, e foi a primeira transmissão de um concerto da cantora desde 1993, quando Madonna Live Down Under: The Girlie Show, gravada em Sydney, na Austrália, se tornou o show. Mais visto no original da HBO no ano. Após sua estréia, tinha uma audiência de 5,7 milhões de espectadores, o terceiro especial de música para horas centrais mais assistido do canal desde 1997. Ele ganhou o prêmio de Melhor Concerto de TV em o AOL TV Viewer Awards de 2002 e recebeu duas indicações para o 54º Emmy Award, nas categorias Melhor coreografia e Melhor figurino para um show de música ou variedade.
O DVD e o VHS do Drowned World Tour 2001 2001 foram colocados à venda em todas as regiões em 13 de novembro de 2001, no mesmo dia em que o segundo maior álbum de hits de Madonna, GHV2. Quatorze câmeras de vídeo foram usadas para gravar as imagens de alta definição. O DVD aparece na proporção de 1,33: 1 e foi gravado em um lado e em duas camadas. Devido a essas dimensões, a imagem não foi adaptada para telas de televisão 16: 9. Além disso, três formatos de áudio estavam disponíveis: DTS 5.1 e Dolby Digital 2.0; Uma galeria de fotos também foi incluída como extra com 82 imagens de Madonna ao longo de sua carreira. A comediante e amiga Rosie O'Donnell tirou as fotografias usadas na capa e na galeria de materiais. O álbum liderou a tabela de vendas de vídeos musicais da Billboard e recebeu uma certificação de platina da Recording Industry Association of America (RIAA), depois de vender 100,000 cópias nos Estados Unidos.

## Faixas
Bloco Punk
- 1. Drowned World/Substitute for Love
- 2. Impressive Instant
- 3. Candy Perfume Girl
- 4. Beautiful Stranger
- 5. Ray of Light

Bloco Gueisha / Anime
- 6. Paradise (Not for Me) (Interlúdio)
- 7. Frozen
- 8. Open Your Heart (vinheta)
- 9. Nobody's Perfect
- 10. Medley: Mer Girl (Part I) /Sky Fits Heaven / Mer Girl (Part II)
- 11. What It Feels Like for a Girl (Remix) (Interlúdio)

Bloco Country / Faroeste
- 12. I Deserve It
- 13. Don't Tell Me
- 14. Human Nature
- 15. The Funny Song
- 16. Secret
- 17. Gone

Bloco Latino / Cigano / Urbano
- 18. Don't Cry for Me Argentina (Interlúdio Instrumental)
- 19. Lo Que Siente la Mujer (What It Feels Like for a Girl)
- 20. La Isla Bonita
- 21. Holiday (contém elementos de "Fate" e "Music Sounds Better with You")
- 22. Music

Nota: O show foi mantido o mesmo da primeira até a última data, exceto em alguns shows nos EUA, onde "Gone" foi substituída por "You'll See", e nas últimas datas, nas quais "The Funny Song" foi retirada do repertório em respeito ás vítimas dos ataques terroristas de 11 de Setembro de 2001.

## Data dos shows
| Europa                 |                 |                |                                  |
| Data                   | Cidade          | País           | Local                            |
| 9 de Junho de 2001     | Barcelona       | Espanha        | Palau Sant Jordi                 |
| 10 de Junho de 2001    | Barcelona       | Espanha        | Palau Sant Jordi                 |
| 13 de Junho de 2001    | Milão           | Itália         | Fila Forum                       |
| 14 de Junho de 2001    | Milão           | Itália         | Fila Forum                       |
| 15 de Junho de 2001    | Milão           | Itália         | Fila Forum                       |
| 19 de Junho de 2001    | Berlim          | Alemanha       | Max Schmeling-Halle              |
| 20 de Junho de 2001    | Berlim          | Alemanha       | Max Schmeling-Halle              |
| 22 de Junho de 2001    | Berlim          | Alemanha       | Max Schmeling-Halle              |
| 23 de Junho de 2001    | Berlim          | Alemanha       | Max Schmeling-Halle              |
| 26 de Junho de 2001    | Paris           | França         | Palais Omnisports de Paris-Bercy |
| 27 de Junho de 2001    | Paris           | França         | Palais Omnisports de Paris-Bercy |
| 29 de Junho de 2001    | Paris           | França         | Palais Omnisports de Paris-Bercy |
| 30 de Junho de 2001    | Paris           | França         | Palais Omnisports de Paris-Bercy |
| 4 de Julho de 2001     | Londres         | Reino Unido    | Earls Court Exhibition Centre    |
| 6 de Julho de 2001     | Londres         | Reino Unido    | Earls Court Exhibition Centre    |
| 7 de Julho de 2001     | Londres         | Reino Unido    | Earls Court Exhibition Centre    |
| 9 de Julho de 2001     | Londres         | Reino Unido    | Earls Court Exhibition Centre    |
| 10 de Julho de 2001    | Londres         | Reino Unido    | Earls Court Exhibition Centre    |
| 12 de Julho de 2001    | Londres         | Reino Unido    | Earls Court Exhibition Centre    |
| América do Norte       |                 |                |                                  |
| Data                   | Cidade          | País           | Local                            |
| 21 de Julho de 2001    | Filadélfia      | Estados Unidos | First Union Center               |
| 22 de Julho de 2001    | Filadélfia      | Estados Unidos | First Union Center               |
| 25 de Julho de 2001    | Nova Iorque     | Estados Unidos | Madison Square Garden            |
| 26 de Julho de 2001    | Nova Iorque     | Estados Unidos | Madison Square Garden            |
| 28 de Julho de 2001    | Nova Iorque     | Estados Unidos | Madison Square Garden            |
| 30 de Julho de 2001    | Nova Iorque     | Estados Unidos | Madison Square Garden            |
| 31 de Julho de 2001    | Nova Iorque     | Estados Unidos | Madison Square Garden            |
| 2 de Agosto de 2001    | East Rutherford | Estados Unidos | Continental Airlines Arena       |
| 7 de Agosto de 2001    | Boston          | Estados Unidos | Fleet Center                     |
| 8 de Agosto de 2001    | Boston          | Estados Unidos | Fleet Center                     |
| 10 de Agosto de 2001   | Washington D.C. | Estados Unidos | MCI Center                       |
| 11 de Agosto de 2001   | Washington D.C. | Estados Unidos | MCI Center                       |
| 14 de Agosto de 2001   | Miami           | Estados Unidos | National Car Rental Center       |
| 15 de Agosto de 2001   | Miami           | Estados Unidos | National Car Rental Center       |
| 19 de Agosto de 2001   | Atlanta         | Estados Unidos | Philips Arena                    |
| 20 de Agosto de 2001   | Atlanta         | Estados Unidos | Philips Arena                    |
| 25 de Agosto de 2001   | Auburn Hills    | Estados Unidos | The Palace of Auburn Hills       |
| 26 de Agosto de 2001   | Auburn Hills    | Estados Unidos | The Palace of Auburn Hills       |
| 28 de Agosto de 2001   | Chicago         | Estados Unidos | United Center                    |
| 29 de Agosto de 2001   | Chicago         | Estados Unidos | United Center                    |
| 1 de Setembro de 2001  | Las Vegas       | Estados Unidos | MGM Grand Garden Arena           |
| 2 de Setembro de 2001  | Las Vegas       | Estados Unidos | MGM Grand Garden Arena           |
| 5 de Setembro de 2001  | Oakland         | Estados Unidos | Oracle Arena                     |
| 6 de Setembro de 2001  | Oakland         | Estados Unidos | Oracle Arena                     |
| 9 de Setembro de 2001  | Los Angeles     | Estados Unidos | Staples Center                   |
| 13 de Setembro de 2001 | Los Angeles     | Estados Unidos | Staples Center                   |
| 14 de Setembro de 2001 | Los Angeles     | Estados Unidos | Staples Center                   |
| 15 de Setembro de 2001 | Los Angeles     | Estados Unidos | Staples Center                   |

### Showscancelados
| Data                | Cidade          | País           | Local         | Razão              |
| ------------------- | --------------- | -------------- | ------------- | ------------------ |
| 5 de Junho de 2001  | Colonia         | Alemanha       | Lanxess Arena | Problemas técnicos |
| 6 de Junho de 2001  | Colonia         | Alemanha       | Lanxess Arena | Problemas técnicos |
| 3 de Agosto de 2001 | East Rutherford | Estados Unidos | Izod Center   | Laringite          |

## Créditos e equipe
Produção
- Artista principal – Madonna
- Diretor de Criação – Jamie King
- Diretor de Vídeo – Dago Gonzalez
- Direção Musical – Stuart Price
- Direção Musical – Jean-Paul Gaultier, Dean and Dan Caten of D-Squared, Dolce & Gabbana, Donatella Versace, Catherine Malandrino
- Coreógrafo – Alex Magno

Banda
- Teclados – Marcus Brown, Stuart Price
- Drums – Steve Sidelnyk
- Baixo – Monte Pittman, Stuart Price
- Baixo – Raymond Hudson
- Percussão – Ron Powell
- Vocais Secundários – Niki Haris, Donna De Lory
- Dançarina Principal – Christian Vincent
- Dançarinos – Ruthy Inchaustegui, Nito Larioza, Tamara Levinson, Anthony Jay Rodriguez, Jamal Story, Kemba Shannon, Eko Supriyanto, Jull Weber, Addie Yungmee
- Diretor de tecnologia e teclados adicionais – Mike McKnight